# David Francis Barrow
David Francis Barrow (14. November 1888 in Athens, Georgia; † 4. Februar 1970) war ein amerikanischer Mathematiker. Die Ungleichung von Barrow, die er 1937 bewies, ist nach ihm benannt.
Barrows Vater war der Mathematikprofessor David Crenshaw Barrow Jr., der an der  University of Georgia in Athens lehrte und später ihr Kanzler wurde. Barrow  besuchte die Athens High School und begann nach deren Abschluss 1906 an der University of Georgia zu studieren. 1910 schloss er sein Studium mit einem Bachelor of Science ab und begann anschließend an der Harvard University zu studieren, wo er 1913 promovierte. Anschließend ging er für ein Jahr nach Europa, wo er verschiedene Universitäten besuchte. Nach seiner Rückkehr in die Vereinigten Staaten arbeitete er von 1914 bis 1916 als Assistent an der University of Texas und von 1917 bis 1918 an der Sheffield Scientific School der Yale University. Danach diente er kurzzeitig in der Armee, bevor er 1920 an die University of Georgia ging und dort eine Stelle als außerordentlicher Professor (associate professor) annahm. 1923 wurde er zum ordentlichen Professor (tenured professor) befördert und von 1944 bis 1945 leitete er kurzzeitig den Fachbereich Mathematik. Er emeritierte 1956. Über lange Zeit war er einer von nur zwei Professoren des Fachbereichs Mathematik.
Während seiner Zeit an der University of Georgia unterrichtete Barrow vor allem die Einführungskurse in die Analysis. Er untersuchte iterierte Exponentialfunktionen und befasste sich mit der Mechanisierung numerischer Berechnungen. 1937 veröffentlichte er im American Mathematical Monthly eine Lösung des zwei Jahre zuvor an gleicher Stelle von Paul Erdös gestellten Problems 3740, welches heute als Ungleichung von Erdös-Mordell bekannt ist. Barrows Beweis der Ungleichung lieferte zugleich eine Verschärfung, die später nach im benannt wurde.

## Werke
- Defining an iterated exponential function[2]
- Can a robot calculate the table of logarithms?. In: The American Mathematical Monthly, Band 49, Nr. 10 (Dez., 1942), S. 671–673 (JSTOR)
- Paul Erdös, L. J. Mordell, David F. Barrow: Solution to 3740. In: The American Mathematical Monthly, Band 44, Nr. 4 (April, 1937), S. 252–254 (JSTOR)